# Jolyne Kujo
Jolyne Kujo (空条 徐倫 Kūjō Jorīn?), también romanizado como Jolyne Cujoh, es un personaje ficticio perteneciente a la serie de manga Jojo's Bizarre Adventure creada por Hirohiko Araki. Es la protagonista de la sexta parte de la saga, Stone Ocean. Es la única hija de Jotaro Kujo y bisnieta de Joseph Joestar.

## Historia
Jolyne nació en Estados Unidos, a finales de noviembre de 1993. Durante su infancia vivió mayormente sin su padre, ya que Jotaro estaba mayormente en su trabajo. 
Cuando tenía 14 años, su vida como una adolescente comenzó a empeorar al ser confundida con una sospechosa en un robo que no cometió y luego huir de un oficial por el robo de una motocicleta. Al ser detenida y recluida en una celda de detención, falsamente acusada del crimen, ella y su madre declararon su inocencia e incluso le rogaron a Jotaro que la sacara de apuros. Sin embargo, al final fue enviada a un centro de detención juvenil. Cuando su madre se divorció de Jotaro, Jolyne cayó en una frustración llevándola a unirse a una pandilla de conductores de motocicletas/ladrones de autos (Hell Riders).
A los 19 años, después de haber abandonado la pandilla, salió en una cita con un muchacho rico de muy buen gusto llamado Romeo.  Al conducir de regreso a casa, Romeo y Jolyne que estaban ebrios y estuvieron involucrados en un accidente de coche, Romeo habiendo golpeado fatalmente a un peatón. Preocupado de que sería acusado de conducción imprudente y expulsado de la lista de espera de una universidad, Romeo decidió llevar el cadáver y botarlo en algún lugar, persuadiendo a Jolyne para ayudarlo y olvidarse de todo el incidente. Unos días más tarde, Jolyne fue encontrada en su casa y arrestada. Jolyne acepta un trato del abogado el cual había contratado sin embargo acaba siendo perjudicial para ella y como resultado, es condenada a quince años de prisión en la cárcel de máxima seguridad Green Dolphin Street.

### Primeros días en prisión
Jolyne se hace amiga de Ermes Costello en la prisión mientras aguarda su traslado, al ser trasladada recibe un colgante de su padre en el que se pica a sí misma y tira a la basura inmediatamente. Durante el traslado, Jolyne despierta su poder para crear cuerdas con sí misma, pero sin amigos ni dinero, Jolyne se encuentra en una situación donde los más fuertes prevalecen en Green Dolphin Street. Víctima de los constantes abusos e intimidaciones de su compañera de celda Gwess, Jolyne logra ensamblar sus cuerdas en el Stand completo Stone Free. Se las arregla para volverse muy respetada por la población de la prisión.

## Apariencia
Jolyne es una joven mujer de altura por encima del promedio y de una complexión física entre delgada y atlética. Sus ojos son a menudo representados de color azul-turquesa. Tiene una pequeña marca de nacimiento en forma de estrella en la parte posterior del hombro izquierdo, cerca de su cuello y tiene tatuado en la parte superior de su antebrazo izquierdo la imagen de alas de mariposa superpuestas con una daga que apunta hacia abajo.

## Personalidad
Jolyne es mayormente caprichosa y sin educación; En su adolescencia se consideraría fácilmente como una busca-pleitos y causa perdida, por el resentimiento hacia Jotaro por descuidar de ella, intentó varias veces captar la atención de su padre cometiendo múltiples delitos menores y fue a la cárcel varias veces a causa de estos. Debido a la falta de afecto  de Jotaro hacia su hija, Jolyne mencionó que era dependiente del afecto y aprobación de aquellos a su alrededor, incluso estando lista para encubrir el accidente de Romeo, aunque ella fue condenada a quince años de prisión por esto.
Después de adquirir su Stand, Stone Free, y de serle revelado por Jotaro que él la apreciaba, Jolyne madura notablemente, llegando a ser más valiente y confiada. "Revivir" a Jotaro, que cayó en coma debido a que Whitesnake le robo su Stand y memorias. Jolyne tuvo que endurecerse y es una JoJo especialmente tosca. Sus raras interacciones con los villanos son ya sea provocaciones rudas o amenazas de muerte, sabiendo cuán despreciable son la mayoría de ellos. También promulga agresivamente imponiéndose a sí misma, sobre todo en la prisión, y una vez le dijo a F. F.(Foo Fighters) para confrontara violentamente a un recluso que se salteó la fila para comprar su almuerzo. Ella es particularmente violenta en sus peleas; estando acostumbrada a utilizar la habilidad de corte de sus cuerdas para herir grotescamente a sus adversarios, cortando orejas y uñas en su mayoría. También tiene un lado vengativo  notablemente cortando de manera indirecta la lengua de Romeo por traicionarla; por otra parte, todavía tiene un poco de resentimiento contra Gwess, (su primer enemiga introducida durante Stone Ocean y a su vez compañera de celda)